# Lista de títulos e honrarias de Naruhito
Naruhito (nascido a 23 de fevereiro de 1960) têm sido recipiente de numerosos títulos e distinções honorárias desde seu nascimento enquanto filho e herdeiro aparente de Akihito. Este artigo lista todos estes títulos. Quando há citação de duas datas, a primeira indica a data de recebimento do título ou prêmio e a segunda indica a eventual data de renúncia ou desuso da honraria. Desde sua entronização em 2019, Naruhito é o soberano grão-mestre de todas as ordens honoríficas e militares outorgadas pelo Trono do Crisântemo.

## Títulos reais e tratamento
- 23 de fevereiro de 1960 - 7 de janeiro de 1991: Sua Alteza Real, o Príncipe Hiro
- 1991 - 1 de maio de 2019: Sua Alteza Real, o Príncipe Herdeiro Naruhito
- 1 de maio de 2019 - presente: Sua Majestade Real, o Imperador

## Honrarias

### Honrarias japonesas
| Reino | Data | Grau          | Condecoração                |
| ----- | ---- | ------------- | --------------------------- |
| Japão | 2019 | Grande Cordão | Suprema Ordem do Crisântemo |
| Japão | 2019 | Grande Cordão | Ordem das Flores Paulownia  |
| Japão | 2019 | Grande Cordão | Ordem do Sol Nascente       |
| Japão | 2019 | Grande Cordão | Ordem do Tesouro Sagrado    |
| Japão | 2019 | Grande Cordão | Ordem da Cultura            |
| Japão | 2019 | Grande Cordão | Ordem da Coroa Preciosa     |